# Vincent Perez

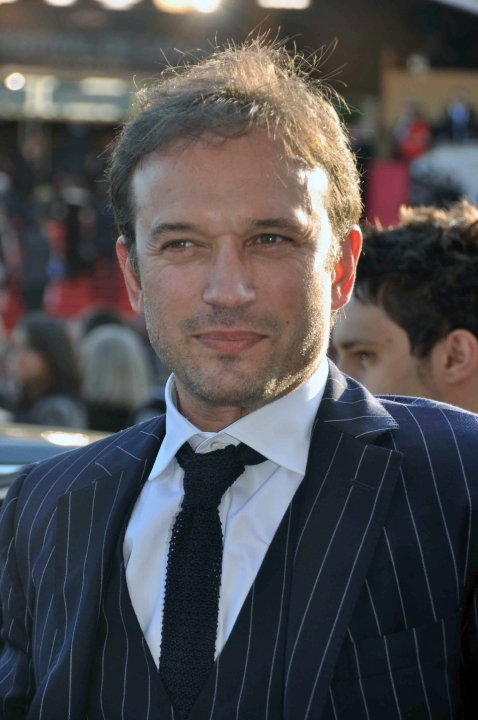
Vincent Perez bei den Filmfestspielen von Cannes 2010

Vincent Perez ([vɛ̃ˈsɑ̃ peˈʁɛz], * 10. Juni 1962 in Lausanne) ist ein Schweizer Schauspieler, Regisseur, Drehbuchautor und Filmproduzent.

## Biografie

### Leben
Vincent Perez wurde 1962 in Lausanne geboren und wuchs dort mit seiner Schwester Estrella und seinem Bruder Carlos auf. Sein Vater war aus Spanien in die Schweiz eingewandert und im Import-/Export-Geschäft tätig. Seine Mutter ist eine Deutsche. Perez besitzt die Schweizer und die spanische Staatsbürgerschaft.
Er besuchte eine Fotografenschule, ging bei einem Fotografen in die Lehre und nahm Malunterricht. Obwohl ihm sein Vater zum Studium der Betriebswirtschaftslehre riet, entschied er sich schließlich für eine Ausbildung am Schauspielkonservatorium in Genf. Ermutigt von seiner Mutter wechselte er im Alter von 18 Jahren an das Conservatoire d’Art Dramatique in Paris, wo er zwei Jahre studierte, bevor er seine Ausbildung 1986 an der von Patrice Chéreau geleiteten experimentellen Schauspielschule des Théâtre des Amandiers abschloss. Chéreau besetzte ihn u. a. in William Shakespeares Hamlet und in Penthesilea von Heinrich von Kleist. Perez trat zudem beim Festival von Avignon auf. Er ist mit den Schauspielkolleginnen Penélope Cruz und Valeria Bruni Tedeschi befreundet.
Perez, der u. a. mit Jacqueline Bisset und Carla Bruni liiert war, ist seit 1998 mit der senegalesischen Schauspielerin und Drehbuchautorin Karine Silla, verheiratet. Er besetzte Silla u. a. in einer Rolle in seinem Kurzfilm Rien à dire, für den sie auch das Drehbuch schrieb. Mit ihr hat Perez drei gemeinsame Kinder, Iman (* 1999) sowie Pablo und Tess (beide * 2003).

### Filmkarriere

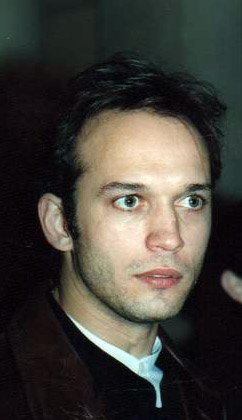
Perez bei der César-Verleihung, 1991

Noch während seines Schauspielstudiums trat Perez in französischen TV- und Filmproduktionen in Erscheinung. Sein TV-Debüt war Dominique Othenin-Girards Thriller Maske des Wahnsinns im Jahr 1985. Ein Jahr später folgte sein Leinwanddebüt in einer Nebenrolle in Jean-Pierre Limosins Drama Nachtstreife. Unter der Regie von Patrice Chéreau spielte er 1987 in Hôtel de France, einer TV-Adaption eines Theaterstücks von Anton Tschechow, ehe Jacqueline Bisset seine Filmpartnerin in Nadine Trintignants Film Das Jadehaus wurde. Nach der Rolle des Laertes in einer TV-Adaption von Shakespeares Hamlet folgte 1990 die Zusammenarbeit mit dem französischen Regisseur Jean-Paul Rappeneau, die seinen Durchbruch im Filmgeschäft bedeutete. In Rappeneaus Cyrano von Bergerac, einer Verfilmung des gleichnamigen Theaterstücks von Edmond Rostand, verkörperte er Christian de Neuvillette, einen stattlichen Kadetten, der in der Truppe des Cyrano (Gérard Depardieu) dient und sich unsterblich in die schöne Roxane verliebt. Rappeneaus Film, dessen Dialoge in Hexametern gesprochen werden, wurde bei seiner Veröffentlichung von der internationalen Kritik gefeiert und u. a. mit dem César und einem Oscar ausgezeichnet. Vincent Perez selbst war 1991 für seine Mitwirkung für einen César als bester Nachwuchsdarsteller nominiert.
Nach diesem ersten größeren Erfolg spielte Perez, der fliessend Französisch, Spanisch, Deutsch und Italienisch spricht, an der Seite von Emmanuelle Béart in dem italienischen Historienfilm Die Reise des Capitan Fracassa (1990). Für die Hauptrolle in Claude Pinoteaus Kriegsdrama La Neige et le feu (1991) erhielt er den renommierten Jean-Gabin-Preis, ehe er im Jahr darauf die männliche Hauptrolle in Régis Wargniers Oscar-prämiertem Drama Indochine erhielt. Darin spielt er einen französischen Soldaten, Jean-Baptiste, der in Indochina stationiert ist und sich auf eine Liaison mit der Großgrundbesitzerin Eliane (Catherine Deneuve) einlässt, ehe er mit deren Adoptivtochter Camille durchbrennt und Fahnenflucht begeht. Den Part eines romantischen, tragischen Helden übernahm er erneut 1994 an der Seite von Isabelle Adjani in Patrice Chéreaus gefeiertem Historienepos Die Bartholomäusnacht.
1995 spielte Perez neben John Malkovich, Fanny Ardant, Sophie Marceau und Marcello Mastroianni im letzten Teil des Episodenfilms Jenseits der Wolken von Wim Wenders und Michelangelo Antonioni den unglücklichen Niccolò, der sich in eine von Irène Jacob dargestellte junge Frau verliebt, die am Tag nach ihrem Kennenlernen ins Kloster geht. Es folgten 1996 die Hollywood-Produktion The Crow – Die Rache der Krähe, in der er die Titelrolle des verstorbenen Brandon Lee übernahm, und ein Jahr später das Außenseiterdrama Amy Foster – Im Meer der Gefühle (mit Rachel Weisz, Ian McKellen und Kathy Bates).
Nach mehreren internationalen Produktionen kehrte Perez nach Frankreich zurück, wo er in so unterschiedlichen Werken wie dem Mantel-und-Degen-Film Duell der Degen und in der Rolle einer Transperson in Chéreaus Drama Wer mich liebt, nimmt den Zug mitwirkte. Für diese Rollen wurde er von der Kritik gewürdigt und in zwei Jahren nacheinander für den César als bester Nebendarsteller nominiert. Es folgten sowohl französische Produktionen wie Gabriel Aghions Historienfilm Liebeslust und Freiheit, in dem er freizügig den Aufklärer Denis Diderot gab, als auch weitere angelsächsische Filme, etwa das Epos Ich träumte von Afrika mit Kim Basinger und der Vampirfilm Königin der Verdammten nach einem Bestseller von Anne Rice.
Einen Höhepunkt in seiner Karriere bildete 2003 die Hauptrolle in Gérard Krawczyks Abenteuerfilm Fanfan der Husar (an der Seite von Penélope Cruz), der im selben Jahr die Filmfestspiele von Cannes eröffnete. 2004 spielte er mit Parker Posey die Hauptrollen in dem Horrorfilm Frankenstein auf der Jagd nach seinem Schöpfer und 2005 die Rolle des Marc Steiner in der TV-Mini-Serie Le Juge sowie 2007 die Hauptrolle in der Serie Law & Order Paris. 2009 war er in dem deutschen Film Die Jahrhundertwelle und 2010 in der international besetzten Produktion Inhale zu sehen, die in Amerika gedreht wurde.

### Karriere als Regisseur
Neben der Karriere als Filmschauspieler ist Perez auch als Regisseur tätig. Am Filmset von Indochine arbeitete er zusammen mit Regisseur Régis Wargnier bereits am Drehbuch zu seinem Kurzfilm L'Échange, in dem erneut die Indochine-Darsteller Dominique Blanc und Andrzej Seweryn auftreten. Der Film wurde 1992 auf den Filmfestspielen von Cannes für die Goldene Palme nominiert und brachte Perez die Bewunderung von Roman Polański ein, der ihn ermutigte, sich auf das Regiefach zu konzentrieren.
Im Jahr 1999 entstand Perez' zweiter Kurzfilm, Rien à dire mit Valeria Bruni Tedeschi in einer der Hauptrollen. Auch Rien à dire wurde für die Goldene Palme in Cannes nominiert. Nach Perez' Beitrag Hier, tu m'as dit demain in dem französischen Episodenfilm Drogenszenen (2000), in dem er auch die Hauptrolle spielte, folgte schließlich sein erster Langspielfilm, Peau d'ange – Engel weinen nicht (2002), der von Luc Besson produziert und auf dem Festival des Films du Monde in Montréal gezeigt wurde. 2007 stellte Perez den Thriller In deiner Haut über eine Frau, die im Körper ihrer Tochter wiedergeboren wird, mit David Duchovny und Lili Taylor in den Hauptrollen fertig. 2015 verfilmte Perez den Roman Jeder stirbt für sich allein von Hans Fallada unter dem Titel Alone in Berlin. Darin sind Brendan Gleeson und Emma Thompson als deutsches Ehepaar zu sehen, das sich nach dem Tod des einzigen Sohnes im Krieg dem Widerstand gegen den Nationalsozialismus anschließt. Der Film erhielt 2016 eine Einladung zum Wettbewerb der 66. Internationalen Filmfestspiele Berlin, wurde von der Kritik jedoch eher negativ aufgenommen.

## Filmografie (Auswahl)
Schauspieler
- 1985: Maske des Wahnsinns (Piège à flics) (TV-Film)
- 1986: Nachtstreife (Gardien de la nuit)
- 1987: Hôtel de France (Hot Chocolate)
- 1988: Das Jadehaus (La maison de jade)
- 1990: Hamlet (TV-Film)
- 1990: Cyrano von Bergerac (Cyrano de Bergerac)
- 1990: Die Reise des Capitan Fracassa (Il Viaggio di Capitan Fracassa)
- 1992: Indochine
- 1993: Fanfan & Alexandre (Fanfan)
- 1994: Die Bartholomäusnacht (La Reine Margot)
- 1995: Jenseits der Wolken (Al di là delle nuvole)
- 1996: Lebenslinien – Schicksal auf russisch (Ligne de vie)
- 1996: The Crow – Die Rache der Krähe (The Crow: City of Angels)
- 1997: Amy Foster – Im Meer der Gefühle (Swept from the Sea)
- 1997: Duell der Degen (Le Bossu)
- 1998: Wer mich liebt, nimmt den Zug (Ceux qui m’aiment prendront le train)
- 1998: Talk of Angels
- 1999: Die wiedergefundene Zeit (Le Temps retrouvé)
- 2000: Liebeslust und Freiheit (Le Libertin)
- 2000: Ich träumte von Afrika (I Dreamed of Africa)
- 2002: Königin der Verdammten (Queen of the Damned)
- 2003: Blutiges Erbe (Le Pharmacien de garde)
- 2003: Fanfan der Husar (Fanfan la tulipe)
- 2003: Je reste!
- 2003: Les clefs de bagnole
- 2004: Bienvenue en Suisse
- 2004: Frankenstein auf der Jagd nach seinem Schöpfer (Frankenstein)
- 2004: Nouvelle-France
- 2005: Le Juge (TV-Miniserie)
- 2006: Avec le temps (TV-Film)
- 2006: Jeanne Poisson, Marquise de Pompadour (TV-Film)
- 2007: Apocalypse Code (Kod apokalipsisa)
- 2007: Arn – Der Kreuzritter (Arn – Tempelriddaren)
- 2007–2008: Law & Order Paris – Paris enquêtes criminelles (TV-Serie)
- 2008: Die Jahrhundertlawine (TV-Film)
- 2009: Demain dès l’aube
- 2010: Lo scandalo della Banca Romana (TV-Film)
- 2010: Trahie! (TV-Film)
- 2010: Run for Her Life
- 2010: Bruc – Napoleons blutige Niederlage
- 2011: Der Kuss des Schmetterlings (Un baiser papillon)
- 2012: Meine erste Liebe (Ma première fois)
- 2012: Lines of Wellington – Sturm über Portugal (Linhas de Wellington)
- 2012: Ce que le jour doit à la nuit
- 2012: Cesare Mori – Il prefetto di ferro (TV)
- 2013: Un prince (presque) charmant
- 2013: Puppylove
- 2014: Kukhnya v Parizhe
- 2014: Disparus (Fernsehmehrteiler)
- 2015: The Price of Desire
- 2017: Nach einer wahren Geschichte (D’après une histoire vraie)
- 2018: Van Gogh – An der Schwelle zur Ewigkeit (At eternity‘s gate)
- 2019: The Aeronauts
- 2019: Intrige (J’accuse)
- 2024: Bolero
- 2025: Hot Milk

Regisseur
- 1992: L'Échange
- 1999: Rien à dire
- 2000: Drogenszenen (Scénario sur la drogue) – Segment Hier, tu m'as dit demain
- 2002: Peau d'ange – Engel weinen nicht (Peau d'ange)
- 2007: In deiner Haut (Si j’étais toi)
- 2016: Jeder stirbt für sich allein (Alone in Berlin)
- 2023: Duell der Besten (Une affaire d’honneur)

Drehbuchautor
- 1992: L'Échange
- 2002: Peau d'ange – Engel weinen nicht (Peau d'ange)

Produzent
- 2006: The Secret (Si j’étais toi)

## Nominationen und Auszeichnungen
César
- 1991: nominiert als Bester Nachwuchsdarsteller für Cyrano von Bergerac
- 1998: nominiert als Bester Nebendarsteller für Duell der Degen
- 1999: nominiert als Bester Nebendarsteller für Wer mich liebt, nimmt den Zug

Festival du Film de Cabourg
- 1998: Bester Darsteller für Duell der Degen

Internationale Filmfestspiele von Cannes
- 1992: nominiert in der Kategorie Bester Kurzfilm für L'Échange
- 1999: nominiert in der Kategorie Bester Kurzfilm für Rien à dire

Festival des Films du Monde à Montréal
- 2002: nominiert in der Kategorie Bester Kurzfilm für Peau d'ange – Engel weinen nicht

Jean-Gabin-Preis
- 1992: Jean-Gabin-Preis